# Anfernee Dijksteel
Anfernee Jamal Dijksteel (ur. 27 października 1996 w Amsterdamie) – holenderski piłkarz surinamskiego pochodzenia grający na pozycji prawego obrońcy. W sezonie 2020/2021 występuje w klubie Middlesbrough F.C.

## Kariera reprezentacyjna
Anfernee Dijksteel wystąpił 1 raz dla reprezentacji Holandii do lat 20. Był to mecz przeciwko Portugalii, rozgrywany 26 marca 2016 roku (1:1). Dijksteel grał w nim przez całą pierwszą połowę. 